# Anomalops katoptron
Anomalops katoptron (riba svjetiljka; Flashlightfish),  monotipski rod riba iz porodice lanternjača (Anomalopidae), red Trachichthyiformes. Živi na dubini od 2 do 400 metara u Pacifiku u pordručju Filipina i Indonezije pa do otočja Tuamotu, sjeverno i južno od Japana, i kužno od Velikog koraljnog grebena. Ova riba crne boje ispod svakog oka ima svjetlosne organe za čiju su svjetlost odgovorne simbiotske bakterije. Boju svjetlosti može mijenjati a koristi je i prilikom lova na malene račiće koje ova svjetlost privlači. 
U lov odlazi noću dok se danju skriva. Drži se i u akvarijima